# Oste (fiume)
L’Oste è un fiume della Bassa Sassonia settentrionale (Germania) lungo 153 km; è un affluente di sinistra del fiume Elba. Scorre attraverso i circondari di Amburgo, Hersfeld-Rotenburg, Stade e Cuxhaven e si immette nell'Elba nei pressi della città di Otterndorf.
Ha un bacino idrografico di 1711 km² e la sua sorgente si trova a 31 metri sul livello del mare. I suoi affluenti sono il Ramme, Erse, Twiste, Bade, Bever e Mehe.